# Johann Christoph Handke

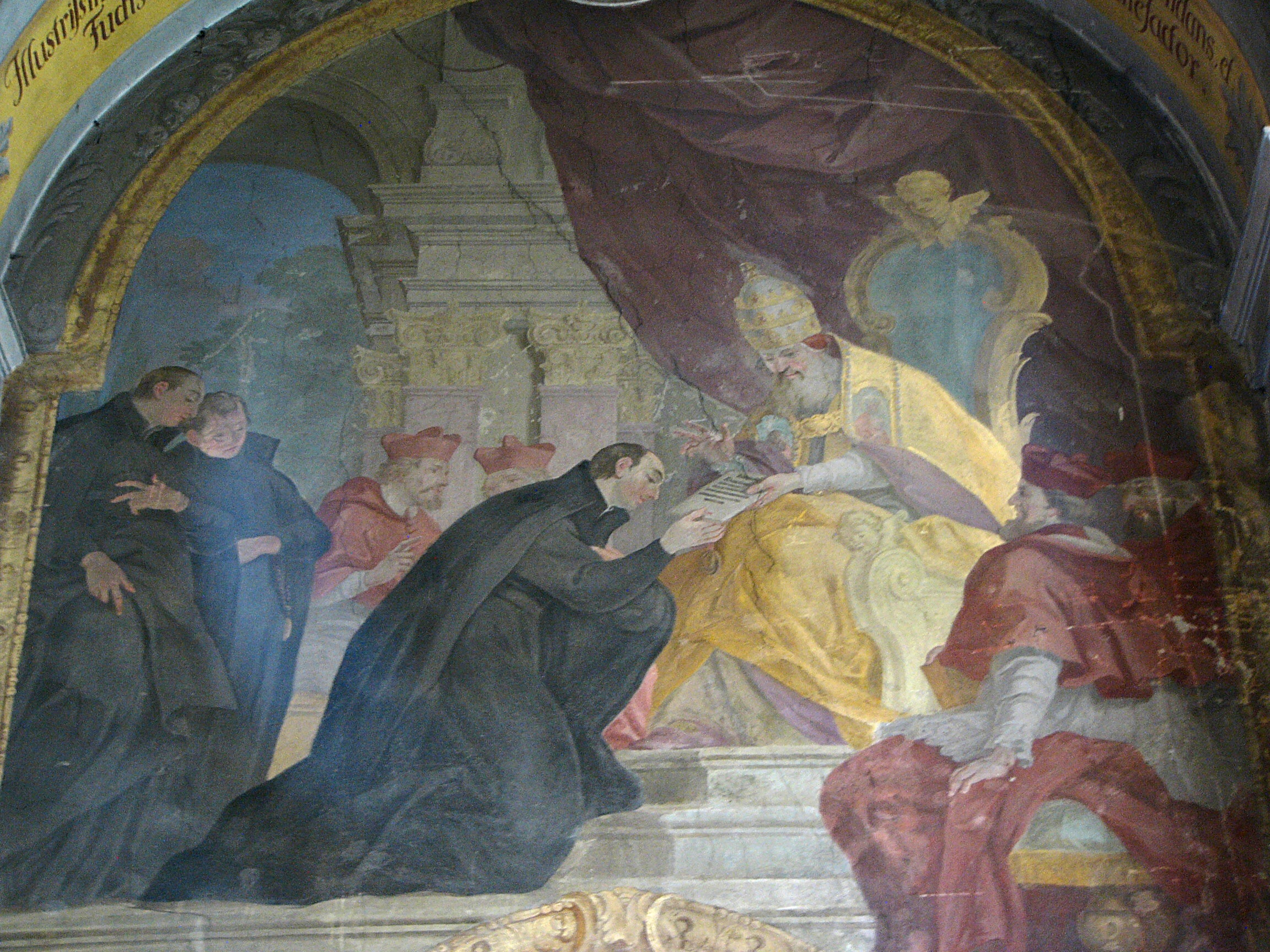
Wandfresko in der Kirche Maria Schnee in Olmütz

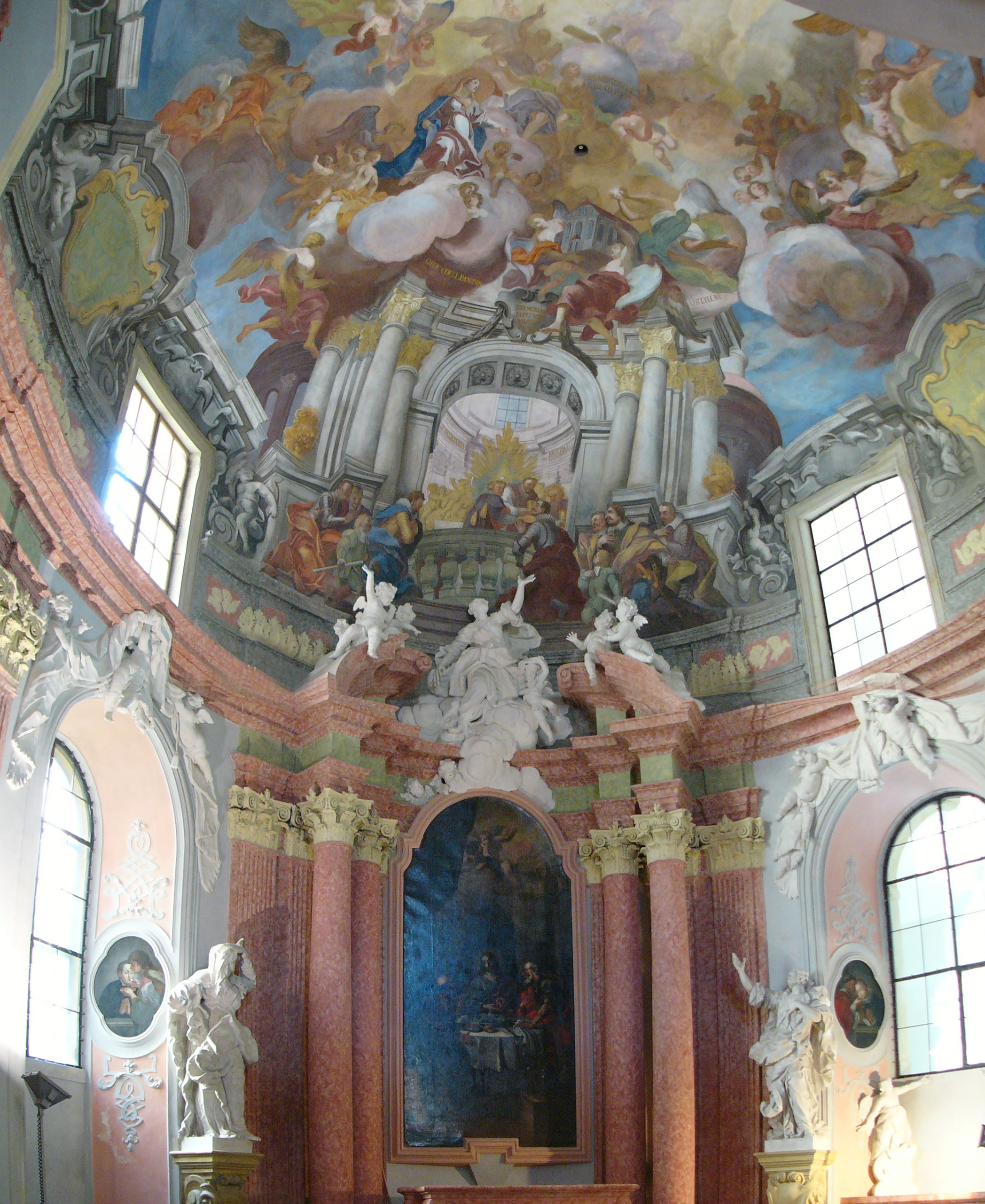
Deckenfresko in der Fronleichnamskapelle in Olmütz

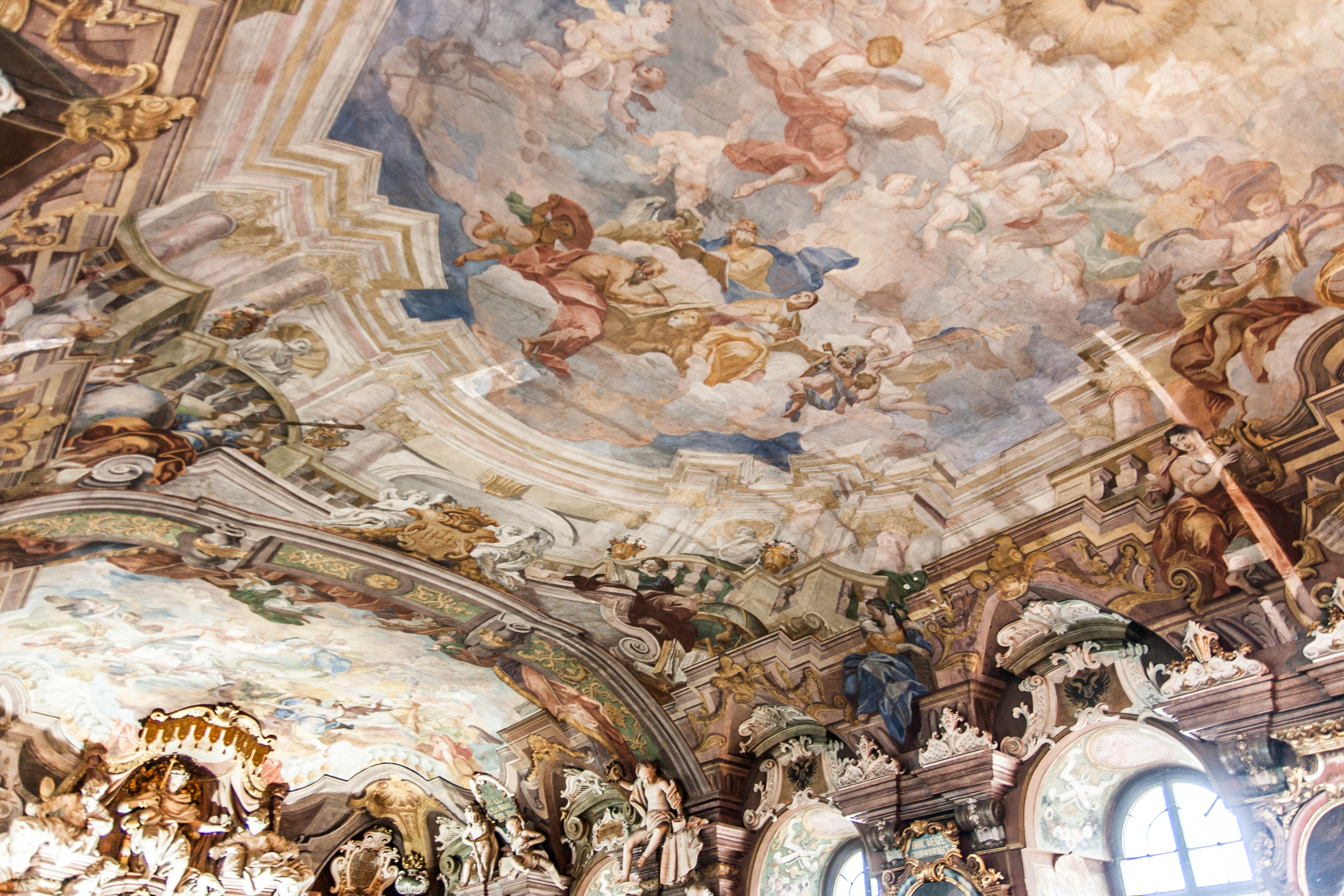
Deckenfresko der Aula Leopoldina in Breslau

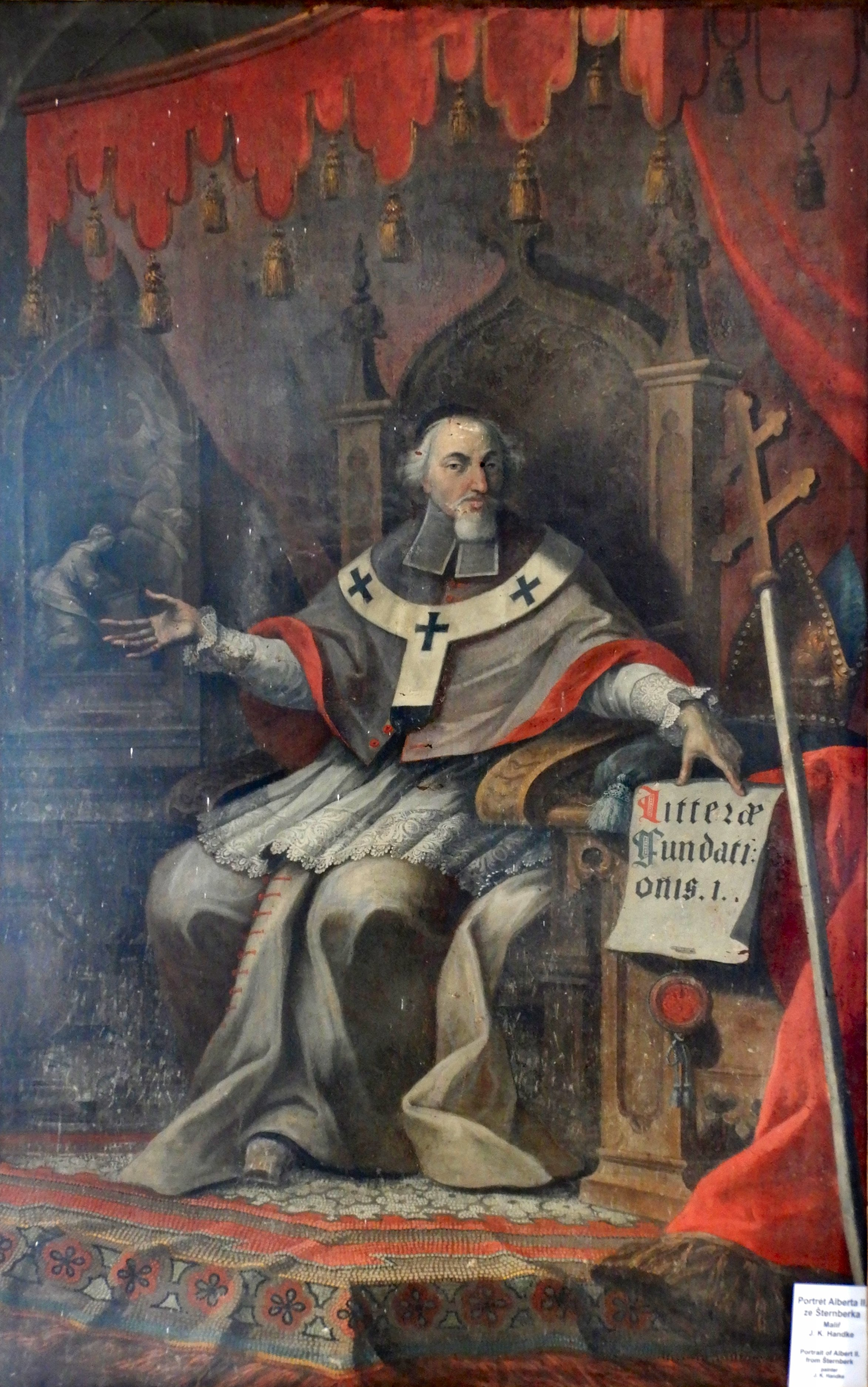
Albrecht von Sternberg

Johann Christoph Handke (auch Hantke, Handtke, Hancke, Hanke, Hankhe, tschechisch Jan Kryštof Handke; * 18. Februar 1694 in Johnsdorf (Janušov) bei Römerstadt, Markgrafschaft Mähren; † 31. Dezember 1774 in Olmütz) war ein Barockmaler, der in Mähren, Böhmen und Schlesien wirkte.

## Leben
Handke begann 1708 eine Malerlehre bei dem Freudenthaler Maler Daniel Langer. Ab 1713 arbeitete er als Gehilfe beim Maler Christian David in Mährisch Trübau und ab 1715 bei Ferdinand Naboth in Olmütz, wo er 1722 das Bürgerrecht erwarb. Ein Jahr später wurde er in die Malerzunft aufgenommen. Nach dem Tod seines Meisters Naboth führte er dessen Werkstatt weiter und 1724 heiratete er dessen Witwe, deren Name nicht bekannt ist. Der Ehe entstammte die Tochter Paulina, die 1728 geboren wurde.
Sein erster selbständiger Auftrag war 1715 die Fertigstellung der Ausmalung der Linden-Kirche (Kostel v lipkách) bei Römerstadt, die von seinem Meister Ferdinand Naboth begonnen worden war. Dort verewigte er sich mit einem Selbstbildnis (Mann mit Schlapphut). Bis 1728 war er überwiegend in Olmütz und Umgebung tätig. In der Folgezeit erhielt er mehrere Aufträge von den Jesuiten. 1728 freskierte er das Refektorium im Troppauer Kolleg und 1730 malte er zusammen mit seinem Schüler Johann Franz Hoffmann die Königgrätzer Jesuitenkirche aus. 1732 freskierte er die Decke in der Aula Leopoldina sowie das Oratorium Marianum in der damals jesuitischen Universität Breslau, an deren Ausgestaltung u. a. auch die Künstler Franz Joseph Mangoldt, Felix Anton Scheffler und Johann Albrecht Siegwitz beschäftigt waren. 1733 war Handke mit der Ausmalung des Refektoriums im Glogauer Jesuitenkolleg beschäftigt. Daneben schuf er auch viele Porträts von Kaisern, Päpsten und Bischöfen sowie Altar- und Heiligengemälde.
Nach dem Tod seiner Frau 1742 vermählte sich Handke mit Maria Veronika Sadler († 1755), einer Tochter des aus Tirol stammenden Bildhauers Philipp Sadler. Dieser Ehe entstammte der Sohn Johannes Josephus, der ebenfalls Maler wurde. Ein weiterer Sohn sowie die Tochter Johanna Franziska Aloisia starben im Kindes- bzw. Jugendaltar. Nach dem Tod der Maria Veronika 1755 vermählte sich Handke im selben Jahr mit einer Witwe wieder, die ihn jedoch nach einem Jahr verließ.
Handke war ein ungewöhnlich produktiver und erfolgreicher Freskenmaler. In den Jahren zwischen 1715 und 1755 schuf er nachweislich 80 Fresken bzw. Freskenzyklen, die zum Teil jedoch nicht mehr erhalten sind. Zu seinen Kollegen gehörten Johann Georg Etgens, Karl Franz Joseph Haringer und der Jesuit Johannes Kuben.

## Selbstbiographie
Über sein künstlerisches Schaffen verfasste Handke eine Selbstbiographie, in der er auch auf die problematische Beziehung des Künstlers zu den Auftraggebern bezüglich einer angemessenen Honorierung eingeht. Sie wurde 1911 unter dem Titel Johann Christoph Handke's Selbstbiographie als Festschrift der Schlesischen Gesellschaft für vaterländische Cultur von Richard Foerster im Breslauer Verlag Graß, Barth und Comp. herausgegeben. In der Festschrift befindet sich auch eine Kopie des Selbstbildnisses aus der Römerstädter Linden-Kirche.

## Weitere Werke (Auswahl)
- Gieben: Altarbilder sowie 14 Wand- und Gewölbefresken (1723)
- Sternberg: Winterrefektorium im ehemaligen Augustinerstift (1728)
- Krönau: Altargemälde (1729)
- Kloster Hradisch: Zimmer im Stiftsneubau (1728), Deckengemälde in der Stiftskirche (1730)
- Mährisch-Neustadt: Marienkapelle im Minoritenkloster (1730)
- Heiliger Berg Olmütz: Seitenaltargemälde und Refektorium (1733)
- (1737/39)
- Schloss Velké Losiny: Ausmalung der Schlosskapelle (1742)
- Starnau: Hauptaltargemälde (1748)